# L'albanese
L'albanese (Der Albaner) è un film del 2010 diretto da Johannes Naber.
Il film è una produzione tedesco-albanese.

## Trama
Rientrato da un soggiorno lavorativo in Grecia, Arben vive nelle montagne albanesi e intrattiene una relazione segreta con una ragazza del paese, Etleva.
Quando la ragazza resta incinta, la famiglia di lei si sente non solo disonorata, ma anche derubata, dato che la giovane era stata promessa ad un altro pretendente, il quale avrebbe pagato diecimila Euro: questo denaro sarebbe servito a estinguere i debiti contratti dal padre di famiglia.
La famiglia di Arben invita il giovane a lasciar perdere Etleva: dato che gli si è già concessa prima delle nozze, si tratterebbe di una donna di dubbia moralità, per cui Arben avrebbe il dovere e il diritto di cercarsi un'altra moglie. Il ragazzo, tuttavia, si ribella al volere della famiglia e insiste. Decide quindi di andare a lavorare in Germania per reperire il denaro necessario per cominciare una nuova vita. Nel lasciare il paese, Arben promette alla sua ragazza di venire a prenderla prima che nasca il bambino, per pagare il prezzo della sposa.
Arben cerca di trovare alloggio ed occupazione a Berlino, ma la ricerca di lavoro risulta assai gravosa e i mesi passano senza che lui possa guadagnare a sufficienza. La difficile condizione di immigrato clandestino porta il ragazzo ad entrare in un giro di criminalità. Il suo compito è quello di fare entrare in Germania dei cittadini russi attraverso la tratta di immigrati. Un primo acconto per riscattare la fidanzata, guadagnato da Arben e spedito in Albania, sparisce nelle tasche del fratello Illir, che pure aveva promesso di inoltrare la somma alla famiglia di Etleva.
Comunque, pare quasi che il ragazzo riesca a trovare la somma richiesta grazie ad un trasporto di importanza maggiore, ma all'ultimo momento, la banda in cui opera viene sgominata da un ex complice polacco che in precedenza si era staccato dalla cosca per mettersi in proprio. Senza soldi e disperato, Arben non sa più come correre ai ripari. Fortunosamente, il giovane riesce a sopraffare il boss polacco e a sottrargli un'importante somma di denaro, con il quale si affretta a rientrare in Albania per riscattare la fidanzata. Si presenta in paese con un'automobile elegante e desta l'ammirazione dei parenti, che rimangono peraltro perplessi vedendo che Arben ha una vistosa ferita all'occhio, contratta in Germania in una pericolosa rissa contro la gang polacca.
Con la somma reperita dal ragazzo, la famiglia di Arben apre il cerimoniale delle trattative con gli anziani della famiglia di Etleva, che però rifiutano il denaro dato che è oramai troppo tardi. Infatti, dopo il parto la ragazza è stata ripudiata e mandata insieme al bambino in una specie di manicomio per salvare l'onore familiare. In disaccordo con le drastiche decisioni del marito, la madre di Etleva rivela segretamente al ragazzo che la figlia si trova a Tirana. Quando Arben riesce a trovare la dimora della giovane, lo attende un'amara delusione, perché la donna, dopo le inutili ed angoscianti attese, si considera disonorata una volta per tutte: con durissime parole, gli ricorda l'importanza della promessa mancata e gli fa capire di non volerlo più.